# Heinz Kohut
 (décembre 2015).
Pour l’article homonyme, voir Kohut.
Heinz Kohut, né le 13 mai 1913 à Vienne et mort le 8 octobre 1981 à Chicago, est un psychiatre et psychanalyste américain, d'origine autrichienne.
Il est avec Otto Kernberg, l'un des deux grands psychanalystes américains ayant revisité le concept freudien de narcissisme dans les années 1970.

## Biographie
Son père, Felix Kohut, est un homme d'affaires et pianiste amateur, qui a été mobilisé pendant la Première Guerre mondiale et qui est mort en 1937. Sa mère, Else Lampl, est propriétaire d'un magasin. La famille d'Heinz Kohut est viennoise, appartenant à la bourgeoisie juive assimilée aisée. Heinz a un précepteur particulier, tandis qu'il est élève du gymnase de Grinzing. Puis il commence des études de médecine à Vienne en 1932, passe l'année 1936 à Paris en stage d'internat à l'Hôtel-Dieu et à l'hôpital Saint-Louis, et il réussit à obtenir son diplôme de médecin en 1938, malgré les mesures frappant les étudiants juifs après l'annexion de l'Autriche par les nazis. Il commence une analyse avec August Aichhorn, avec lequel il restera en correspondance soutenue après son exil, mais, en 1939, du fait de l'occupation nazie, il doit fuir ce pays, peu après Sigmund Freud, qu'il ne connaît pas personnellement, mais qu'il est allé saluer à la gare lorsque celui-ci a quitté Vienne.
Heinz séjourne à son tour brièvement au Royaume-Uni. Il obtient l'invitation d'un de ses amis viennois, le musicologue et universitaire Siegmund Levarie, qui lui permet d'obtenir un visa et de s'établir à Chicago (1940). Il poursuit sa formation en faisant une analyse didactique avec Ruth Eissler-Selke, et devient neurologue en 1944 et psychiatre en 1947. Il obtient un diplôme de l'institut de Chicago en 1948. Il épouse Betty Meyer, assistante sociale devenue thérapeute, elle aussi d'origine viennoise et ancienne élève d'August Aichhorn. Ils ont un fils, Thomas August Kohut, auteur d'une biographie de Guillaume II.
Il devient membre titulaire de l'American Psychoanalytic Association en 1953, et en devient le président en 1964.
Il restructure le Chicago Institute of Psychoanalysis, qui, sous sa direction, admet des candidats non médecins. 

## Travaux de recherche
Ses travaux l'amènent à s'intéresser de près au narcissisme à la fin des années 1960  Il définit l'empathie comme « méthode centrale de l'analyse », notamment dans deux articles :
- Formes et transformations du narcissisme, en 1966
- Le Traitement psychanalytique des troubles de la personnalité narcissique, en 1968. 
Il a beaucoup contribué par sa réflexion à la nouvelle "psychologie du soi", essentiellement dans quatre ouvrages :
- Le Soi, en 1971,
- Réflexions sur le narcissisme et la rage narcissique, en 1972,
- La Restauration du Self, en 1977,
- Analyse et guérison, en 1984 (à titre posthume).

## Publications
(en français)
- Le Soi : la psychanalyse des transferts narcissiques, éd. Presses universitaires de France, coll. « Le fil rouge », 2004  (ISBN 2-13-054520-3)
- Analyse et guérison, éd. Presses universitaires de France, coll. « Le fil rouge », 1991  (ISBN 2-13-043359-6)
- Les deux analyses de M. Z, éd. Navarrin, coll. « Bibliothèque des Analytica », 1985
- « Formes et transformations du narcissisme », dans Dix ans de psychanalyse en Amérique, H. P. Blum (éd.), éd. Presses universitaires de France, coll. « Le Fil rouge », 1981
- « Réflexions sur le narcissisme et la rage narcissique », Revue française de psychanalyse, Vol. 42, no 4, 1978
- « L'introspection, l'empathie et le détour de la santé », Revue française de psychanalyse, Vol. 49, no 5, 1985